# 北城浩志
北城 浩志（きたしろ ひろし、Hiroshi Kitashiro、 1962年5月19日 - ）は、日本のレコーディング&ミキシング・エンジニア、マスタリング・エンジニア、シンセサイザープログラマー、音楽プロデューサー。青森県八戸市出身。
2007年に音楽ユニット『Di'LL（ディル）』のメンバーとしても活動を開始している。北城音楽事務所・代表取締役である。

## 来歴
1962年、青森県八戸市に生まれる。
1980年、高校を卒業し、上京する。東京ミキシングスクールに入学。在学中に佐藤準に師事し、アシスタントを数年間勤める。その傍ら、シンセサイザープログラマーとしての仕事を徐々に始める。
1982年、株式会社アダージオに所属する。1986年、株式会社アダージオにて独立し、シンセサイザープログラマー部門を開設する。ローディーからマニピュレーターになる。
1988年、日本シンセサイザープロフェッショナルアーツ理事となる。
1993年、11年間在籍したアダージオを退社し、フリーランスとなる。  
1994年、有限会社北城音楽事務所を設立。
1996年、「Pro が教える Vision for Macintosh」執筆。
1997年、レコーディング・エンジニアとして肘井宏輔のレコーディングに参加。
1998年、音楽プロデューサー、レコーディング・エンジニア、マニピュレーターとして椎名林檎のレコーディングに参加。マニピュレーターとして松任谷由実のレコーディングに参加。
1999年、サウンドクルースタジオにチーフ・エンジニアとして参加。
2004年、クラシックのソプラノ歌手・渡邊史のアルバム『Du-Du』のエンジニアとして制作に参加する。5年続いたサウンドクルースタジオのチーフ・エンジニア業務終了。
2005年、angelaのアルバム『PRHYTHM』にレコーディング、ミキシング、シンセサイザーで制作参加する。また、植村花菜のアルバム『いつも笑っていられるように』のレコーディング&ミキシング・エンジニアを務める。サウンドトラックでは、崎谷健次郎が作曲担当した映画『変身』の音楽のレコーディング、ミキシング、マスタリングを担当している。
2006年、テレビ東京系テレビアニメ『ワンワンセレプー それゆけ!徹之進』の音楽を担当した北城かずみとの音楽ユニット『Di'LL（ディル）』を結成する。
2007年、テレビ東京系テレビアニメ『しゅごキャラ!』の音楽を『Di'LL（ディル）』として担当。
2008年、映画『ちーちゃんは悠久の向こう』の音楽を担当する。
2009年、映画『腐女子彼女。』の音楽をDi'LLとして担当する。
2010年、クラシック・ピアニストの豊田裕子のレコーディングにレコーディング・エンジニアとして参加。
2012年、台湾のアーティスト・嚴爵（Yen-j）のレコーディングにミキシング・エンジニアとして参加。
2016年、『映画 聲の形』サラウンド音楽ミキシングを行う。

## 音楽制作活動

### 代表的なレコーディング参加アーティスト

#### レコーディング&ミキシング・エンジニアとして
angela、今井ゆうぞう、植村花菜、大槻ケンヂと橘高文彦、キンモクセイ、こながやひろみ、斉藤由貴、崎谷健次郎、五月天、林宥嘉、三角堂、椎名林檎、shinji、田中ミリ、田中留美、塚本高史、NoR、浜崎貴司、ベッキー、まきちゃんぐ、松田悟志、米村裕美、鳳山雅姫、LADIESROOM、他

#### シンセサイザープログラマーとして
杏里、石嶺聡子、今井美樹、宇井かおり、上田正樹、ゴスペラーズ、オールナイターズ、おにゃん子クラブ、辛島美登里、KAN、木村佳乃、熊谷幸子、國府田マリ子、西城秀樹、佐藤準、さとう珠緒、佐伯伽耶、猿岩石、沢田研二、障子久美、杉山清貴、相馬裕子、高橋由美子、徳永英明、中村雅俊、肘井宏輔、チェキッ娘、東京Qチャンネル、ともさかりえ、中西圭三、中西保志、中村雅俊、中山美穂、西田ひかる、光GENJI、広瀬香美、ポケットビスケッツ、松倉佐織、松田昌、松任谷由実、観月ありさ、柳ジョージ、米倉千尋、L'Arc〜en〜Ciel、わらべ、他

### サウンド・プロデュース作品
- 椎名林檎「幸福論」「歌舞伎町の女王」「ここでキスして。」『無罪モラトリアム』
- 三角堂『堂』
- shinji『Mother Leaf』
- Pigeon's Milk 「りんご」
- 今井ゆうぞう『W.A.L.K』（2012年1月14日、全6曲カバーアルバム）

## 著書
- 『プロが教えるVision for Macintosh』（1996年12月、リットーミュージック発行）

## 使用機材

### DAW
- ProTools 10

### アナログ・シンセサイザー
- Oberheim Xpander / Oberheim Matrix 1000 / Oberheim SEM / Roland MKS-80/ Studio Electronics MIDI MOOG

### サンプラー
- AKAI S5000 / Emusystems Emu3 Xp Turbo

### FM シンセサイザー
- YAMAHA SY99 / TG77 / TX802 / TX816(3台）

### デジタル・シンセサイザー
- Ensonic SQR / KORG M1r / Roland D550 / Roland JD990 / Roland JV2080 / Waldorf Microwave XT

### ドラム・モジュール
- Simmons ClapTrap

### 専用モジュール
- Roland MKS-20 / EmuSystem Prodormance

### 予備機材
- Jensen HA / Urei 1178 / LEXCON #97 / MOOG Effector / Roland Vocoder

## 使用音楽編集ソフト
- Opcode Galaxy Plus Editors 2.02 / Emu EIIIX RC/Lib v1.2.10 Interval Music SBASE v1.0.3 Digidesign Sample Cell Editor / Sound Designer II / Disc-To-Disk 1.0 Steinberg Re-Cycle!! / Invision Interpreter 1.0